# Laetmonice conchifera
Laetmonice conchifera är en ringmaskart som först beskrevs av Horst 1916.  Laetmonice conchifera ingår i släktet Laetmonice och familjen Aphroditidae. Inga underarter finns listade i Catalogue of Life.